# Amprentarea ADN
Amprentarea ADN este o tehnică folosită de oamenii de știință pentru identificarea persoanelor, bazată pe caracterizarea ADN-ului. 
Amprentele ADN-ului sunt mici variații ale ADN-ului care sunt în general diferite de la un individ la altul. Amprentarea ADN-ului este diferită de secvențierea unui genom întreg. Amprentarea ADN este folosită, de exemplu, în testele de paternitate și în investigațiile criminalistice.
Cu toate că 99.9%  din secvențele ADN sunt similare la toate persoanele, o parte semnificativă a ADN-ului diferă între indivizi, cu excepția gemenilor monozigoți.,.
Amprentarea ADN se folosește de secvențe repetitive din ADN care variază foarte mult de la un individ la altul, numite  „repetiții în tandem cu număr variabil”, care sunt foarte similare între indivizii înrudiți, dar foarte diferite între oamenii neînrudiți.
Tehnica amprentării ADN a fost descoperită de Alec Jeffreys în anul 1985.

## Procedeul amprentării ADN

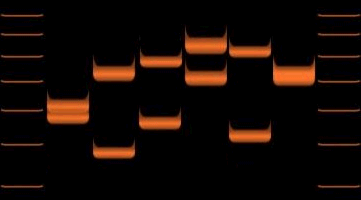
Repetițiile în tandem cu număr variabil într-un număr de 6 indivizi.

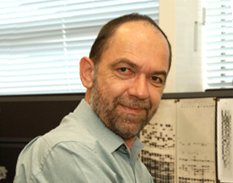
Alec Jeffreys, pionierul amprentării ADN.

Procedeul amprentării ADN începe de la o mostră de ADN a unui individ (numită, de regulă, mostră de referință). ADN-ul poate fi prevelat dintr-o mostră de salivă, sânge sau spermă, sau de pe un obiect personal (perie de dinți, lamă de ras), sau din țesutul unei biopsii. Mostrele obținute de la rudele de sânge pot fi relevante în procesul de identificare al unei persoane.
Mostra de referință este mai apoi analizată pentru a crea amprenta ADN folosind o serie de tehnici, descrise mai jos. Amprenta ADN este comparată cu o altă mostră pentru a determina dacă există similaritate genetică.

### Analiza polimorfismului dimensional al fragmentelor de restricție (PDFR)
Primele metode de amprentare a ADN-ului au inclus polimorfismul dimensional al fragmentelor de restrictie. ADN-ul este izolat din celule, cum ar fi mostrele de sânge și „tăiat” în fragmente mai mici, folosind enzime de restricție. În urma acestui procedeu rezultă mii de fragmente de ADN de diferite dimensiuni, o consecință a variației 
ADN între indivizi diferiți. Fragmentele sunt mai apoi separate cu un gel de electroforeză.
Fragmentele separate sunt mai apoi transferate pe un filtru de nailon. Acest procedeu se numește Southern blot. Fragmentele ADN sunt permanent fixate de filtru, iar ADN-ul este denaturat. Molecule etichetate radioactiv sunt adăugate și complementează secvențele de ADN din genom care conțin secvențe repetitive. O parte a moleculelor etichetate radioactiv hibridizează cu fragmentele ADN , iar moleculele în exces sunt eliminate prin spălare. Southern blot-ul este expus razelor X pe un film. Fragmentele de ADN care au hibridizat cu moleculele etichetate radioactiv apar ca dungi negre pe film.
Tehnica Southern blot este laborioasă, și necesită o cantitate mare de ADN.

### Reacția de polimerizare în lanț
Reacția de polimerizare în lanț a fost inventată de Kary Mullis în 1983. În acest proces porțiuni specifice de ADN pot fi amplificate aproape infinit (Saiki et al. 1985, 1988).
Reacția de polimerizare în lanț imită procesele biologice din replicarea ADN, dar se limitează la secvențe specifice. Odată cu invenția reacției de polimerizare în lanț, amprentarea ADN a avansat foarte mult, atât în din punct de vedere al acurateții, cât și din punctul de vedere al abilității de a recupera informații din fragmente foarte mici de ADN.
Reacția de polimerizare în lanț amplifică foarte multe regiuni specifice de ADN. În proces, mostra de ADN este denaturată în două lanțuri de polinucleotide prin încălzire.  Doi primeri sunt folosiți pentru hibridizarea a două locuri opuse din cele două lanțuri de polinucleotide, în așa fel încât extensia enzimatică a fiecărui terminal al fiecărui primer (capătul 3’) se îndreaptă către celălalt primer. Reacția de polimerizare în lanț folosește enzime de replicare stabile la temperaturi înalte, cum ar fi polimeraza Taq. În acest fel rezultă două noi copii ale secvenței de interes. Denaturarea repetată, hibridizarea și extensia produc un număr exponențial de copii al secvenței de interes. Mai mult de un milion de copii pot fi produse în mai puțin de două ore.
Metoda reacției de polimerizare în lanț a fost ușor adaptată pentru amprentarea ADN. În prezent, o nouă metodă, reacția de polimerizare în lanț în timp real (qPCR) este folosită în studiile ADN. qPCR este o metodă automatizată, precisă și care poate fi folosită la scară largă.

### Analiza STR
Amprentarea ADN folosită în ziua de azi este bazată pe reacția de polimerizare în lanț și folosește citiri scurte în tandem (STR - Short tandem reads). Această metodă folosește regiuni polimorfice care conțin secvențe scurte și repetitive de ADN (cea mai frecventă astfel de secvență reprezintă repetarea a patru baze). În general, oamenii neînrudiți au un număr diferit de secvențe repetitive, iar tehnica citirilor scurte în tandem (STR) ajută la diferențierea lor. Acești loci (locații pe cromozom) sunt vizați cu primeri specifici pentru secvența de interes și amplificați folosind reacția de polimerizare în lanț. Fragmentele ADN rezultate sunt separate folosing electroforeza. Există două metode folosite în mod frecvent pentru separare și detecție, electroforeza capilară (EC) și gelul de electroforeză.
Fiecare citire scurtă în tandem este polimorfică, dar numărul alelelor este mic. De regulă, fiecare alelă este prezentă în 5 până la 20% dintre indivizi. Puterea analizei citirilor scurte în tandem se datorează analizei mai multor  loci simultan. Șablonul determinat de aceste alele generează, de obicei, un profil unic pentru fiecare individ. De aceea, tehnica citirilor scurte în tandem este o unealtă excelentă de identificare a oamenilor. Cu cât sunt testate mai multe regiuni "scurte", cu atât rezultatele testului de identificare al unei persoane sunt mai exacte.
Fiecare țară are propriul protocol de implementare amprentării ADN. În America de Nord sunt folosite în general sistemele care amplifică cei 13 loci numiți CODIS, iar în Marea Britanie este folosit sistemul de 11 loci numit SGM+.
Cei 13 loci folosiți în CODIS sunt independenți, în sensul că probabilitatea de a avea un număr de repetiții scurte la un locus nu afectează probabilitatea de a avea alt număr de repetiții scurte la alt locus (vezi teorema lui Bayes, referitoare la probabilitățile condiționate). De aici rezultă că, dacă o persoană are tipul ADN ABC, unde cei trei loci A,B și C sunt independenți, putem spune că probabilitatea de a avea tipul ABC este egală cu probabilitatea de a avea tipul A multiplicat cu probabilitatea de a avea tipul B multiplicat cu probabilitatea lui C. Rezultă că probabilitatea de a avea un anumită amprentă ADN este aproximativă cu 1x1018. Cu toate acestea, baza de date folosită frecvent pentru căutarea amprentelor returnează similarități mult mai mari decât acest număr. Mai mult, deoarece există mai mult de 12 milioane de gemeni monozigoți, probabilitatea estimată mai sus nu este exactă.
În practică, riscul unui rezultat pozitiv în urma contaminării este mult mai mare decât riscul unui rezultat pozitiv datorat similarității cu o rudă îndepărtată. Contaminarea unei mostre de ADN de la obiectele din jur este frecventă. De aceea, de obicei, mai multe mostre de control sunt analizate în același timp.

### Analiza ADN a relațiilor de familie
Cu ajutorul reacției de polimerizare în lanț, analiza ADN este folosită la determinarea relațiilor de familie, cum ar fi paternitatea, maternimatea, fraternitatea și altele.
În timpul concepției, spermatozoidul și ovului, fiecare conținând jumătate din ADN-ul care se găsește în celulele corpului, se întâlnesc și formează un ou fertilizat, numit zigot.
Zigotul conține un set complet de molecule ADN, o combinație unică de la ambii părinți. Zigotul se divide și multiplică formând un embrion.
La fiecare etapă a dezvoltării, toate celulele unui organism conțin același ADN, jumătate de la mamă și jumătate de la tată. Acest fenomen permite testarea reațiilor dintre oameni folosind mostre din celule din salivă, sânge etc.
Există șabloane predictibile de moștenire, la diferiți loci, folosiți pentru determinarea relațiilor biologice dintre oameni. 
ADN-ul fiecărui om conține două copii a acestor șabloane, una de la mama și una de la tata.
Combinația mărimilor acestor șabloane constituie un profil genetic unic. La calcularea relației dintre doi oameni, este comparată similaritatea profilelor lor genetice cu 
probabilitatea ca ei să aibă un anumit grad de rudenie.
De exemplu, următorul raport al unui test din comerț prezintă cum este evaluată o relație de paternitate:
| markerul ADN | Mama     | Copilul | Presupusul tată |
| ------------ | -------- | ------- | --------------- |
| D21S11       | 28, 30   | 28, 31  | 29, 31          |
| D7S820       | 9, 10    | 10, 11  | 11, 12          |
| TH01         | 14, 15   | 14, 16  | 15, 16          |
| D13S317      | 7, 8     | 7, 9    | 8, 9            |
| D19S433      | 14, 16.2 | 14, 15  | 15, 17          |

Rezultatele parțiale arată că presupusul tată și copilul au șabloane ADN la cei 5 loci testaț. Testul complet arată că această relație este menținută la 16 loci.
Fiecare marker primește un Index de paternitate, care corespunde cu probabilitatea ca presupusul tată să fie cel adevărat. Fiecare index este multiplicat cu ceilalți markeri și astfel se generează indexul de paternitate combinat, care determină probabilitatea presupusul tată să fie cel testat. Acest index este transformat într-o probabilitate de paternitate, care arată gradul de similaritate dintre presupusul tată și copil.

### Analiza cromozomului Y
Cele mai recente inovații din domeniu includ analiza cromozomului Y (Y-STR). Acest procedeu facilitează analiza unei mostre amestecate de ADN care cuprinde ADN de la o femeie și ADN de la un bărbat, sau cazurile în care extragerea diferențiată a ADN-ului nu este posibilă. 
Cromozomul Y este moștenit de la tată, deci tehnica Y-STR poate ajuta la identificarea moșterii pe linie paternă. Analiza Y-STR a fost folosită în cazul controversei legate de Sally Hemings, în care s-a determinat dacă Thomas Jefferson a avut copii cu una din sclavele sale. 
Analiza cromozomului Y dă rezultate mai puțin performante decât analiza celorlalți cromozomi. Cromozomul Y este moștenit doar de la tată și deci este aproape identic pe linie paternă.

### Analiza mitocondrială
În cazul mostrelor degradate este aproape imposibil de determinat un profil complet al celor 13  loci STR CODIS. În aceste cazuri este analizat ADN-ul mitocondrial, deoarece sunt mai multe copii de ADN mitocondrial într-o celulă, în timp ce există doar una sau două copii de ADN nuclear. Cercetătorii din domeniul medico-legal amplifică regiunile HV1 și HV2 al ADN-ului mitocondrial, apoi secvențiază fiecare regiune și compară diferențele dintre nucleotide cu o secveță de referință. ADN-ului mitocondrial este moștenit pe cale maternă, rudele pe cale maternă pot fi folosite ca referințe. În general, o diferență de două sau mai multe nucleotide este considerată o excludere. ADN-ului mitocondrial poate fi folosit în determinarea identitățilot clare, cum ar fi cazul persoanelor dispărute atunci când se cunoaște o rudă pe cale maternă.

## Controverse legate de probele bazate pe ADN
Atunci când amprentarea ADN a început să fie folosită ca probă în justiție, juriile erau mereu puse în dificultate de următorul argumet: luând în considerare faptul că identitatea a două profile ADN poate să apară cu o șansă de 1 la 5 milioane în mod aleatoriu, asta înseamnă că într-o țară cu 60 de milioane de cetățeni, 12 ar avea același profil ADN. Acest argument era transpus cu o șansă 1 din 12 ca suspentul să fie vinovat. Acest argument are sens numai în cazul în care un suspect este ales la întâmplare dintr-o țară. De fapt, juriul ar trebui să ia în considerare probabilitatea ca un individ cu un profil genetic dat să fie suspect într-un caz, dată fiind o listă de motive.

## Probleme cu mostre de ADN criminalistic
Când oamenii se gândesc la analiza ADN-ului, ei se gândesc adesea la spectacole precum NCIS sau CSI, care descriu probele de ADN care vin într-un laborator și apoi analizate instantaneu, urmate de a trage o imagine a suspectului în câteva minute ⁠-⁠ ⁠în realitate, este destul de diferită, iar probele ADN perfecte nu sunt adesea colectate de la locul crimei. Victimele ucise sunt frecvent lăsate expuse unor condiții dure înainte de a fi găsite, iar obiectele folosite pentru comiterea infracțiunilor au fost adesea manipulate de mai multe persoane. Cele două aspecte cele mai răspândite pe care le întâlnesc oamenii de știință criminalistice atunci când analizează probele ADN sunt probele degradate și amestecurile de ADN.